# Фінал Кубка УЄФА 2009
Фінал Кубка УЄФА 2009 (англ. 2009 UEFA Cup Final) — фінал Кубка УЄФА 2008—2009. Це був останній фінал Кубка УЄФА, оскільки з сезону 2009—2010 турнір змінено Лігою Європи УЄФА. Відбувся 20 травня 2009 року в Туреччині на стадіоні «Шюкрю Сараджоглу» (Стамбул), домашній арені «Фенербахче».
Це був 51-й фінал в історії цього турніру, а також перший фінал Кубка УЄФА, проведений в Азії. У фіналі грали український «Шахтар» і німецький «Вердер». Номінальним господарем матчу була українська команда. Переможцем фіналу і володарем Кубка УЄФА 2008—2009 став український «Шахтар».
Доходи донецького «Шахтаря» за підсумками єврокубкового сезону склали 11,4 млн євро.

## Шлях до фіналу
Обидві команди потрапили у фінал кубка УЄФА, вибувши після групової стадії Ліги чемпіонів. «Вердер» зайняв 3-є місце в групі B, а «Шахтар» в групі C відповідно. «Шахтар» почав свою єврокубкову кампанію з третього кваліфікаційного раунду Ліги чемпіонів, обігравши загребське «Динамо» із загальним рахунком 5:1.

## Протокол матчу
| 20.05.2009 21:45 UTC+2 |

| «Шахтар»               | 2:1 (дч) | «Вердер»  |
| ---------------------- | -------- | --------- |
| Адріану 25' Жадсон 97' | Протокол | Налду 35' |

| Шюкрю Сараджоглу, Стамбул Глядачів: 37 357 Арбітр: Луїс Медіна Канталехо |

| Шахтар | Вердер |

|               |    |                      |     |      |
|               |    |                      |     |      |
| В             | 30 | Андрій Пятов         |     |      |
| ПЗ            | 33 | Дарійо Срна ()       | 57' |      |
| ЦЗ            | 5  | Олександр Кучер      |     |      |
| ЦЗ            | 27 | Дмитро Чигринський   |     |      |
| ЛЗ            | 26 | Резван Рац           |     |      |
| ОП            | 18 | Маріуш Левандовський | 77' |      |
| ОП            | 7  | Фернандінью          |     |      |
| ПП            | 11 | Ілсінью              | 87' | 100' |
| ЛП            | 22 | Вілліан              |     |      |
| АП            | 8  | Жадсон               |     | 112' |
| Н             | 17 | Луїс Адріану         |     | 90'  |
| Запасні:      |    |                      |     |      |
| В             | 12 | Рустам Худжамов      |     |      |
| З             | 4  | Ігор Дуляй           |     | 112' |
| З             | 32 | Микола Іщенко        |     |      |
| З             | 36 | Олександр Чижов      |     |      |
| П             | 19 | Олексій Гай          |     | 100' |
| Н             | 21 | Олександр Гладкий    |     | 90'  |
| Н             | 99 | Марсело Морено       |     |      |
| Тренер:       |    |                      |     |      |
| Мірча Луческу |    |                      |     |      |

|            |    |                     |        |      |
|            |    |                     |        |      |
| В          | 1  | Тім Візе            |        |      |
| ПЗ         | 8  | Клеменс Фріц        | 82'    | 95'  |
| ЦЗ         | 15 | Себастьян Предль    |        |      |
| ЦЗ         | 4  | Налду               |        |      |
| ЛЗ         | 2  | Себастьян Беніш     | 120+2' |      |
| ЦП         | 22 | Торстен Фрінгс      | 45+1'  |      |
| ЦП         | 6  | Франк Бауманн ()    |        |      |
| ПКП        | 25 | Петер Німаєр        |        | 103' |
| ЛКП        | 11 | Месут Езіл          |        |      |
| Н          | 24 | Клаудіо Пісарро     |        |      |
| Н          | 9  | Маркус Русенберг    |        | 78'  |
| Запасні:   |    |                     |        |      |
| В          | 33 | Крістіан Фандер     |        |      |
| З          | 3  | Петрі Пасанен       |        | 95'  |
| З          | 5  | Душко Тошич         |        |      |
| П          | 7  | Юрица Вранєш        |        |      |
| П          | 16 | Александрос Тзиоліс | 115'   | 103' |
| Н          | 14 | Аарон Гант          |        | 78'  |
| Н          | 34 | Мартін Гарнік       |        |      |
| Тренер:    |    |                     |        |      |
| Томас Шааф |    |                     |        |      |

| Гравець матчу: Жадсон Асистенти головного арбітра: Хесус Кальво Гуадамуро Роберто Діас Перес дель Паломар Четвертий арбітр: Альфонсо Перес Бурруль |